# 馬南 (尼泊爾)
馬南（羅馬化：Manāng，又譯作馬蘭、瑪囊、碼南格）是尼泊爾馬南縣的一個城鎮，位於東經84°1'0北緯28°40'0，海拔3519公尺。根據2011年尼泊爾人口普查，馬南人口為2863人，居住在1495個家庭。人口密度為每平方公里3人。

## 地理
馬南的位置在馬沙陽蒂河的河谷、安納布爾納峰的北側，河流向東流經此區。往西是海拔5614公尺的驼龙垭口（Thorong La pass）和慕克帝那神廟（Muktinath shrine），以及甘達基河河谷。往東則是6584公尺的奇鹿東峰（Chulu East peak）。大部分到安納布爾納峰的登山隊伍在前往Thorong La垭口前都會在馬南稍做停留，以適應高山氣候。山莊的位置在北坡，日照較多且冬天被雪覆蓋較少。梯田也分布在北坡。

## 產業
馬南的多數物資是由騾車載運或由腳夫搬運。其東側2.5公里處有供應整個山莊的一座小型機場──馬南機場。連接馬南與安納布爾納的道路在2011年2月完工，帶給此山莊很大的便利。
此地產業除了常有觀光客前來登山外，也有部分農牧業進行（牧業以氂牛為主）。另外此地有一處小型醫院，專門醫治高山症。

## 画廊

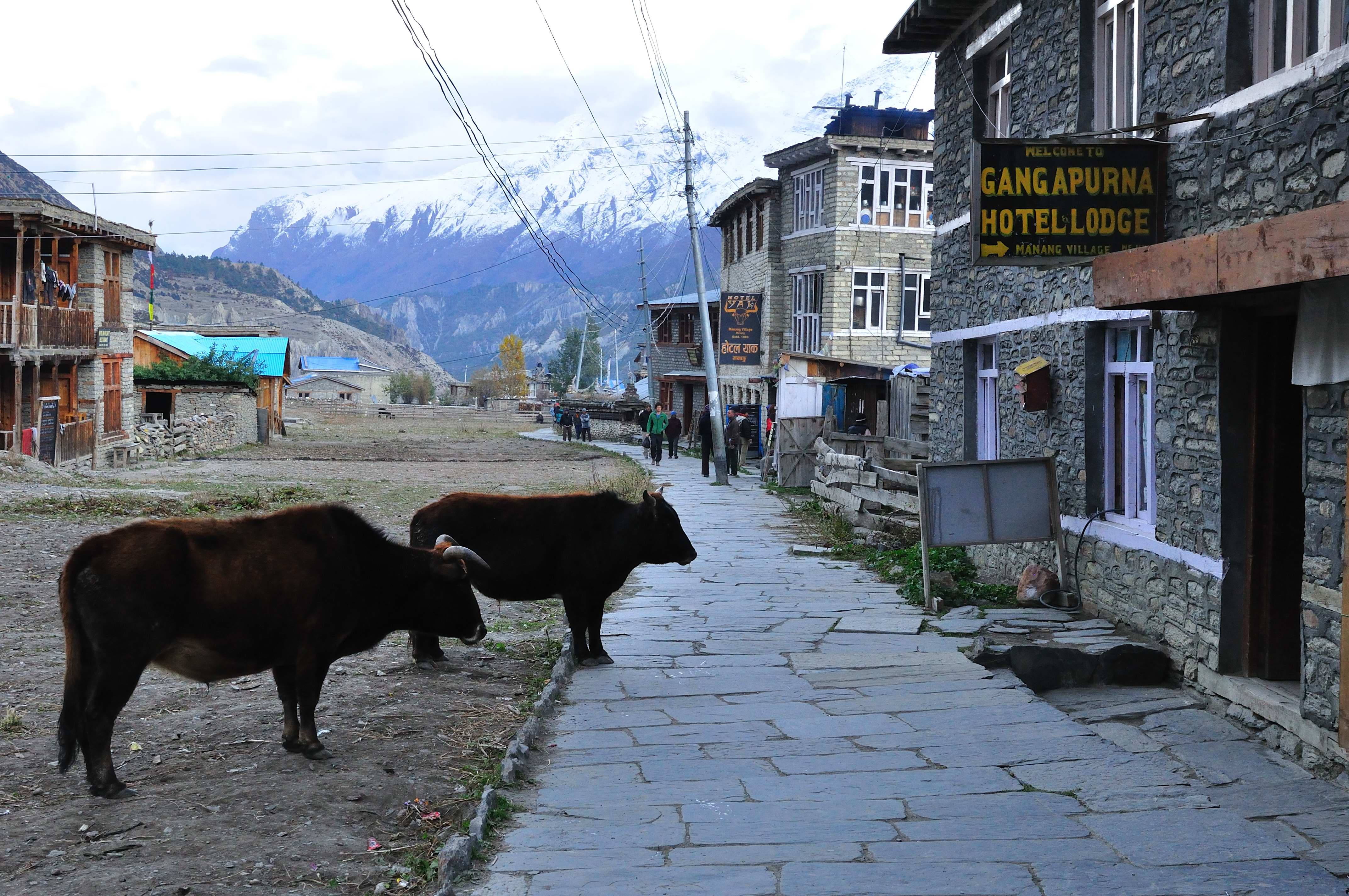
馬南主要街道上的犛牛
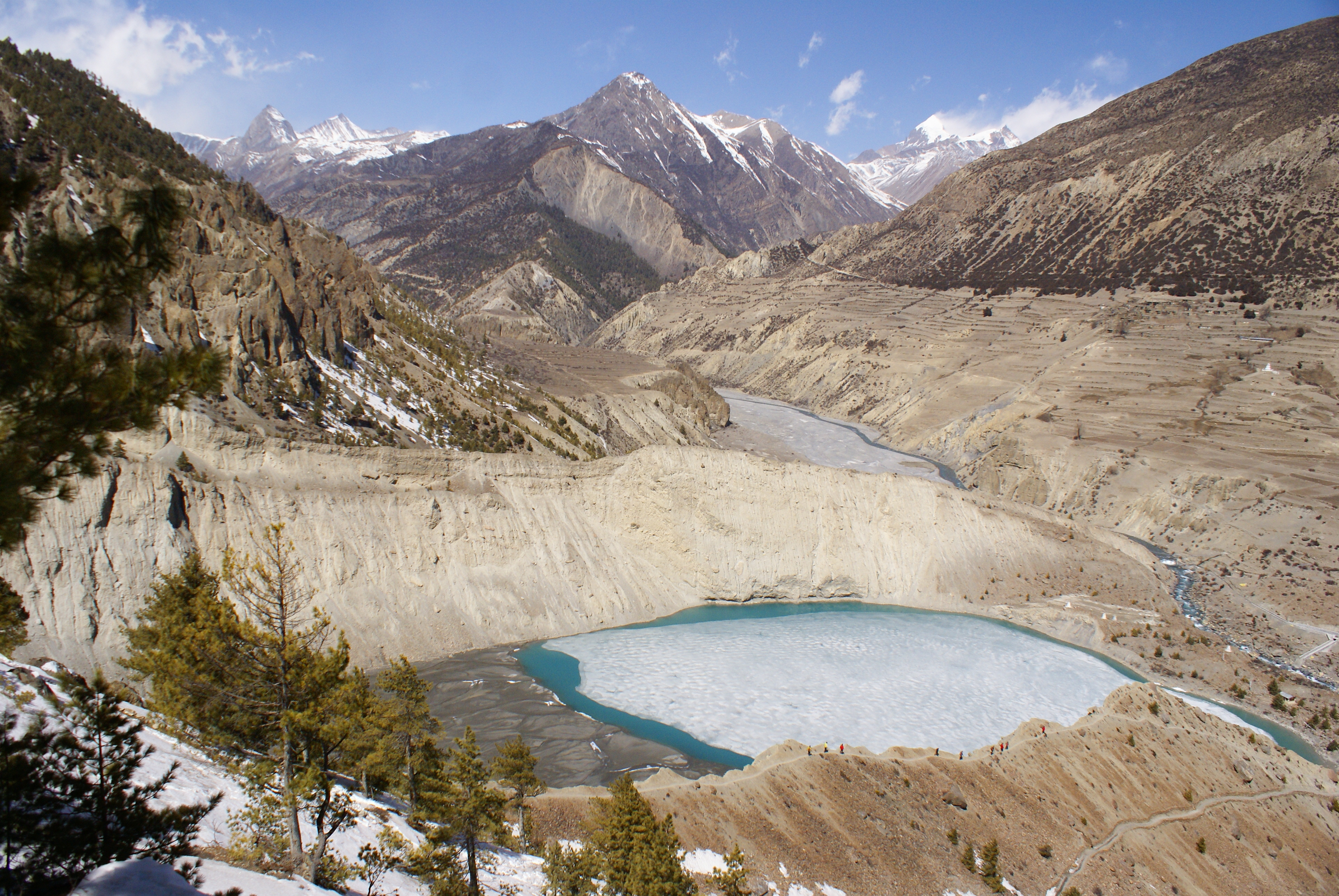
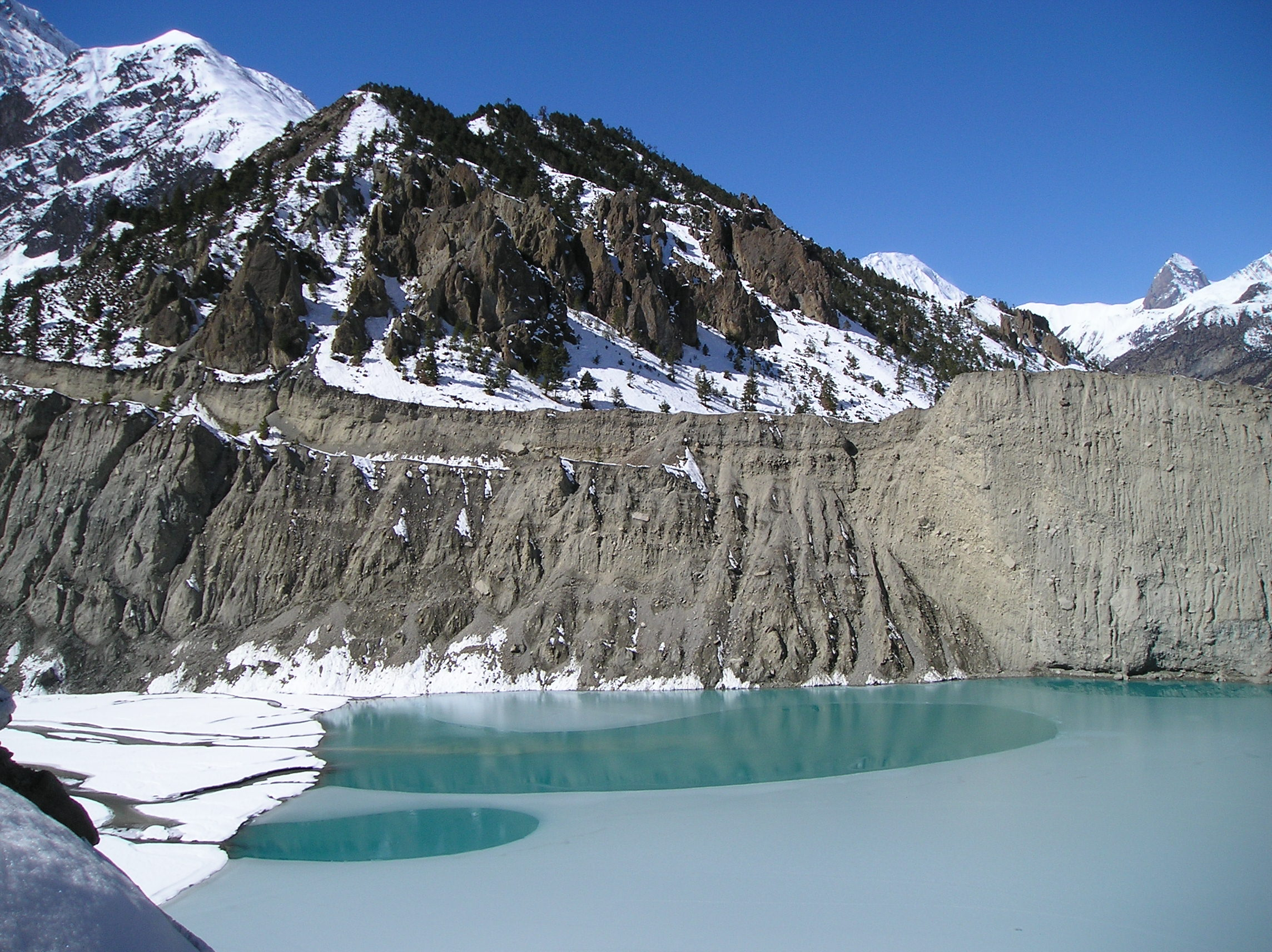